# Gert Sautermeister
Gert Sautermeister (* 1. Juni 1940 in Ulm) ist ein deutscher Literaturwissenschaftler.

## Leben
Sautermeister besuchte das Schubart-Gymnasium in Ulm; Abitur 1959. Er studierte Germanistik und Romanistik an den Universitäten Tübingen, Wien, Paris und München. Er war Professor an der Universität Bremen und lieferte die erste wissenschaftliche Gesamtdarstellung der Lyrik des Schweizer Schriftstellers Gottfried Keller (Die Lyrik Gottfried Kellers, 2010). Weitere bekannte Schriften sind Idyllik und Dramatik im Werk Friedrich Schillers (1971), Deutschland nach Hitler (1987) und Goethe im Exil (Herausgeberschaft mit Frank Baron, 2002).